# 1912 год в литературе

## Премии

### Международные
- Нобелевская премия по литературе — Герхарт Иоханн Роберт Гауптман, «в знак признания плодотворной, разнообразной и выдающейся деятельности в области драматического искусства».

### Франция
- Гонкуровская премия — Андре Савиньон, «Девушки дождя».
- Премия Фемина — Жак Морель, Feuilles mortes.

## Книги
- «В дебрях Африки» — произведение Генрика Сенкевича.
- «Дорогины» — произведение Константина Тренёва.
- «Золото: Стилизованная монодрама» — произведение Антона Сорокина.
- «Нарушитель границ» — произведение Дэвида Герберта Лоуренса.
- «Смертельно раненые» — произведение Антона Сорокина.

### Романы
- «Алая чума» — роман Джека Лондона.
- «Жан-Кристоф» — роман Ромена Роллана (10 томов публиковались с 1904 года).
- «Принцесса Марса» — роман Эдгара Райса Берроуза.
- «Петербург» — роман Андрея Белого.
- «Тарзан, приёмыш обезьян» — первый роман Эдгара Берроуза из цикла о Тарзане.
- «Затерянный мир» — роман Артура Конан Дойля.
- «Ральф 124C 41 плюс» — роман Хьюго Гернсбека.
- «Финансист» — роман Теодора Драйзера.

### Малая проза
- «Превращение» — новелла Франца Кафки.
- «Смерть в Венеции» — новелла Томаса Манна.

## Родились
- 29 января  — Франтишек Швантнер, словацкий писатель (умер в 1950).
- 17 февраля — Андре Нортон, американская писательница-фантаст (умерла в 2005).
- 27 февраля — Лоуренс Джордж Даррелл, английский писатель и поэт.
- 13 марта — Феликс Мориссо-Леруа, гаитянский писатель, поэт, драматург (умер в 1998).
- 28 марта — Бертрам Чандлер, австралийский писатель-фантаст (умер в 1984).
- 3 апреля — Дороти Иден, британская писательница (умерла в 1982).
- 9 апреля — Лев Зиновьевич Копелев, критик, литературовед (умер в 1997).
- 26 апреля — Альфред Ван Вогт, американский писатель-фантаст (умер в 2000).
- 4 июля –  Татул Гурьян, армянский советский поэт.
- 17 июля — Майкл Гилберт, английский писатель.
- 2 августа — Палле Хулд, датский писатель, актёр, путешественник (умер в 2010).
- 20 августа — Шамиль Раджеевич Акусба, абхазский советский писатель, поэт, переводчик (умер в 1992).

## Умерли
- 17 января — Генрих Фридрих Адольф Бригер[англ.], саксонско-тюрингский поэт (родился в 1832)[1].
- 13 февраля — Франьо Цираки, хорватский писатель, поэт, переводчик (род. в 1847).
- 14 марта — Альциус Ледье, французский писатель на пикардийском языке (родился в 1850).
- 16 марта — Макс Буркгардт, австрийский писатель, драматург (родился в 1854).
- 30 марта — Карл Май, немецкий писатель (родился в 1842).
- 14 мая — Назир Ахмад Хафиз, индийский писатель на урду.
- 14 мая — Август Стриндберг, шведский писатель (родился в 1849).
- 17 мая — Павел Владимирович Засодимский, русский писатель (родился в 1834).
- 19 мая — Болеслав Прус (настоящие имя и фамилия Александр Гловацкий, польский писатель (родился в 1847).
- 22 мая — Мехмет Эшреф, турецкий поэт (родился в 1846).
- 29 июля – Ганс Берглер, австрийский писатель (род.1859).
- 28 августа — Вильгельм Гольдбаум, австрийский и немецкий публицист, юрист, переводчик и редактор (р. 1843).
- 9 сентября — Ярослав Врхлицкий (настоящие имя и фамилия Эмиль Фрида, чешский поэт, драматург, переводчик (родился в 1853).
- 13 октября –  Эваристо Карриего, аргентинский поэт
- 13 ноября — Артуро Борха, колумбийский поэт-модернист (родился в 1892).